# Lo-Lo brod
LO-LO brodovi (engl. Lift on-Lift off) su pogodni za multimodalni transport te svoj sadržaj, kontejnere, ukrcavaju s posebnim dizalicama na za to predviđenom terminalu. Mogu se krcati u potpalubni prostor i na palubu. LO-LO ima "pričršćivaće" kojima se kontejneri mogu slagati u više katova (jedan na drugi).
Prva generacija ovih brodova bila je nosivosti cca 700 TEU jedinica, druga cca 1600, treća cca 3000, četvrta preko 4000 TEU jedinica, a danas ih ima s nosivošću većom od 5000 TEU jedinica.

## Poveznice
- Ro-Ro brod